# Thenon
Pour l’article ayant un titre homophone, voir Tenon (homonymie).
Thenon est une commune française située dans le département de la Dordogne, en région Nouvelle-Aquitaine.
De 1790 à 2015, la commune était le chef-lieu du canton de Thenon. Depuis 2015, elle est le bureau centralisateur du canton du Haut-Périgord Noir.

## Géographie

### Généralités
À l'est du département de la Dordogne, Thenon, ancien chef-lieu de 1790 à 2015 du canton du même nom, est une commune du nord Sarladais. Elle est arrosée par la Laurence et le Manoire qui prennent leur source sur le territoire communal. Celui-ci s'étend jusqu'en bordure de la forêt Barade, connue à travers l'histoire du personnage célèbre de Jacquou le Croquant dont le roman d’Eugène Le Roy, publié en 1899, est inspiré de faits réels.
Le bourg de Thenon est situé sur une colline à une altitude de 268 mètres, au carrefour des routes départementales 67 et 6089. Il se situe, en distances orthodromiques, 11 km au nord-ouest de Montignac-Lascaux, 22 km au sud d'Excideuil, 18 km à l'ouest de Terrasson-Lavilledieu et 28 km à l'est de Périgueux.
La commune est également desservie à l'ouest  par les routes départementales 31 en direction de Rouffignac-Saint-Cernin-de-Reilhac, et 68 en direction d'Ajat.
Le nord de la commune est traversé par l'autoroute A89 mais son échangeur no 17 (sortie Thenon) se situe en fait huit kilomètres plus à l'est, sur la commune de La Bachellerie.
Au niveau ferroviaire, la gare de Thenon est desservie par les trains entre Brive-la-Gaillarde et Périgueux.

### Communes limitrophes
Thenon est limitrophe de cinq autres communes. Au nord, son territoire est distant d'environ 550 mètres de celui de Sainte-Orse.
| Ajat       |        | Azerat             |
|            | Thenon |                    |
| Fossemagne | Bars   | Auriac-du-Périgord |

### Géologie et relief

#### Géologie
Situé sur la plaque nord du Bassin aquitain et bordé à son extrémité nord-est par une frange du Massif central, le département de la Dordogne présente une grande diversité géologique. Les terrains sont disposés en profondeur en strates régulières, témoins d'une sédimentation sur cette ancienne plate-forme marine. Le département peut ainsi être découpé sur le plan géologique en quatre gradins différenciés selon leur âge géologique. Thenon est située dans le deuxième gradin à partir du nord-est, un plateau formé de roches calcaires très dures du Jurassique que la mer a déposées par sédimentation chimique carbonatée, en bancs épais et massifs.
Elle est dans le causse de Thenon, qui, avec le causse de Savignac et le causse de Cubjac, forme un ensemble de collines karstifiées dans les calcaires liasiques et jurassiques à l'est de Périgueux jusqu'à Excideuil et Thenon, d'environ 30 km N-S et 15 km O-E, coupé par les vallées de l'Isle, de l'Auvézère et de la Loue.
Les couches affleurantes sur le territoire communal sont constituées de formations superficielles du Quaternaire et de roches sédimentaires datant pour certaines du Cénozoïque, et pour d'autres du Mésozoïque. La formation la plus ancienne, notée j1-2b, date de l'Aalénien supérieur au Bajocien, composée de calcaires oolithiques plus ou moins dolomitiques massifs ou en alternance avec des calcaires graveleux bioclastiques à ciment cristallin. La formation la plus récente, notée CFvs, fait partie des formations superficielles de type colluvions carbonatées de vallons secs : sable limoneux à débris calcaires et argile sableuse à débris. Le descriptif de ces couches est détaillé dans  les feuilles « no 783 - Thenon » et « no 784 - Terrasson » de la carte géologique au 1/50 000 de la France métropolitaine, et leurs notices associées,.

Carte géologique de Thenon.

#### Relief et paysages

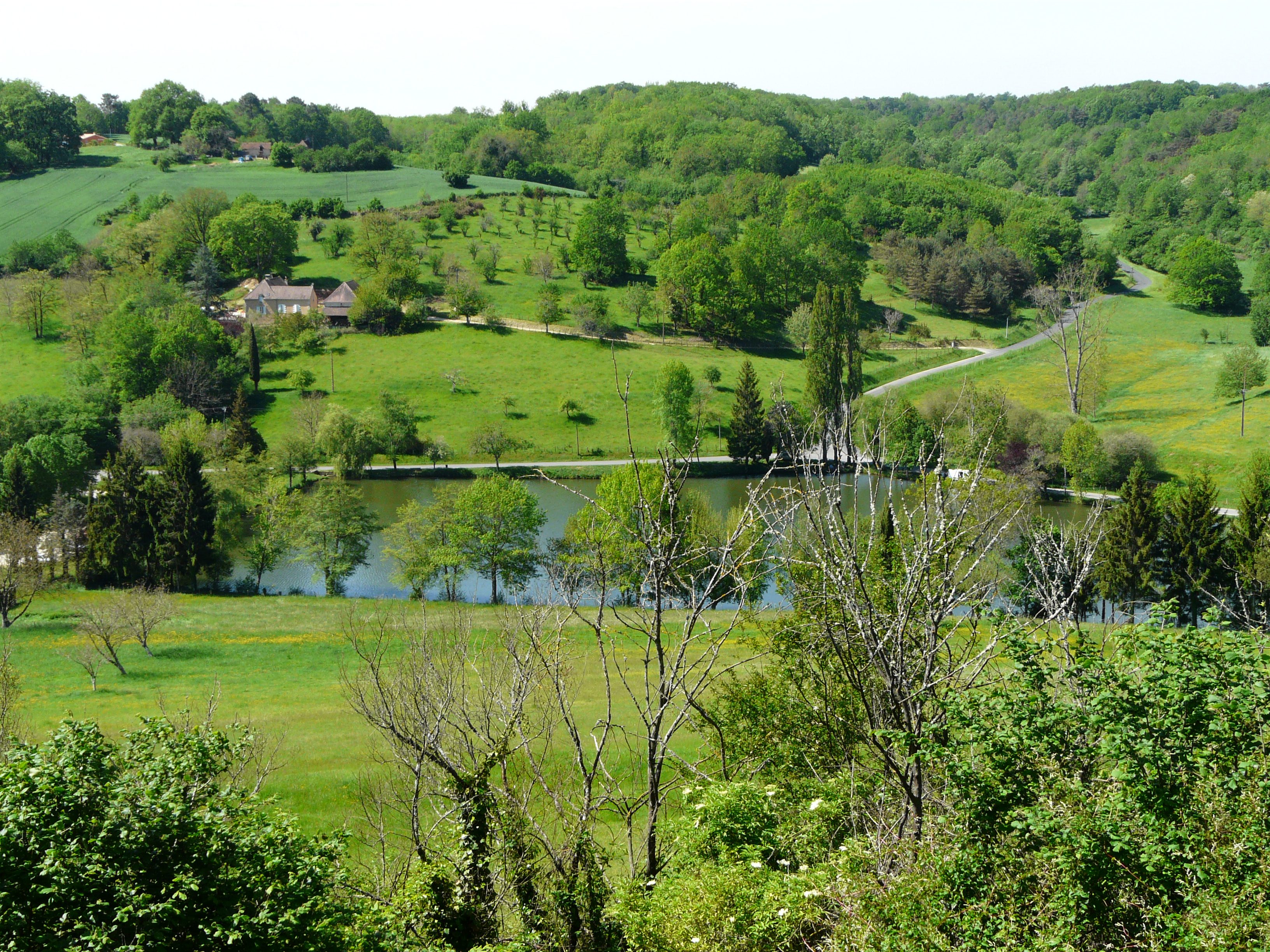
L'étang du Maine en vallée de la Laurence.

Le département de la Dordogne se présente comme un vaste plateau incliné du nord-est (491 m, à la forêt de Vieillecour dans le Nontronnais, à Saint-Pierre-de-Frugie) au sud-ouest (2 m à Lamothe-Montravel). L'altitude minimale, 136 mètres, se trouve au sud-est, en amont du  Moulin de Ségelard, là où la Laurence quitte la commune pour entrer sur celle d'Auriac-du-Périgord. L'altitude maximale avec 285 mètres est localisée au sud-ouest, près du lieu-dit les Brandes.
Dans le cadre de la Convention européenne du paysage entrée en vigueur en France le 1er juillet 2006, renforcée par la loi du 8 août 2016 pour la reconquête de la biodiversité, de la nature et des paysages, un atlas des paysages de la Dordogne a été élaboré sous maîtrise d’ouvrage de l’État et publié en octobre 2020. Les paysages du département s'organisent en huit unités paysagères,. La commune fait partie du Périgord central, un paysage vallonné, aux horizons limités par de nombreux bois, plus ou moins denses, parsemés de prairies et de petits champs.
Sur les nombreux plateaux, qui entourent le bourg, poussent des châtaigniers, ormeaux (en voie de disparition), chênes et pins. Dans les champs et vallées on trouve la plupart des arbres fruitiers, et, surtout, noyers, figuiers et poiriers.
La superficie cadastrale de la commune publiée par l'Insee, qui sert de référence dans toutes les statistiques, est de 25,92 km2,,. La superficie géographique, issue de la BD Topo, composante du Référentiel à grande échelle produit par l'IGN, est quant à elle de 26,96 km2.

### Hydrographie

#### Réseau hydrographique
La commune est située dans le bassin de la Dordogne au sein du Bassin Adour-Garonne. Elle est drainée par le Manoire et la Laurence et par divers petits cours d'eau, qui constituent un réseau hydrographique de 12 km de longueur totale,.
Le Manoire, d'une longueur totale de 27,07 km, prend sa source dans l'ouest de la commune et se jette dans l'Isle en rive gauche à Lesparat, à Boulazac Isle Manoire, face à Trélissac,. Il arrose le territoire communal sur près de 500 mètres.
La Laurence, d'une longueur totale de 14,35 km, prend sa source dans la commune, deux kilomètres au sud-ouest du bourg, et se jette dans la Vézère à Montignac-Lascaux en rive droite, face à la commune d'Aubas,. Elle traverse le territoire communal de l'ouest au sud-est sur plus de six kilomètres.

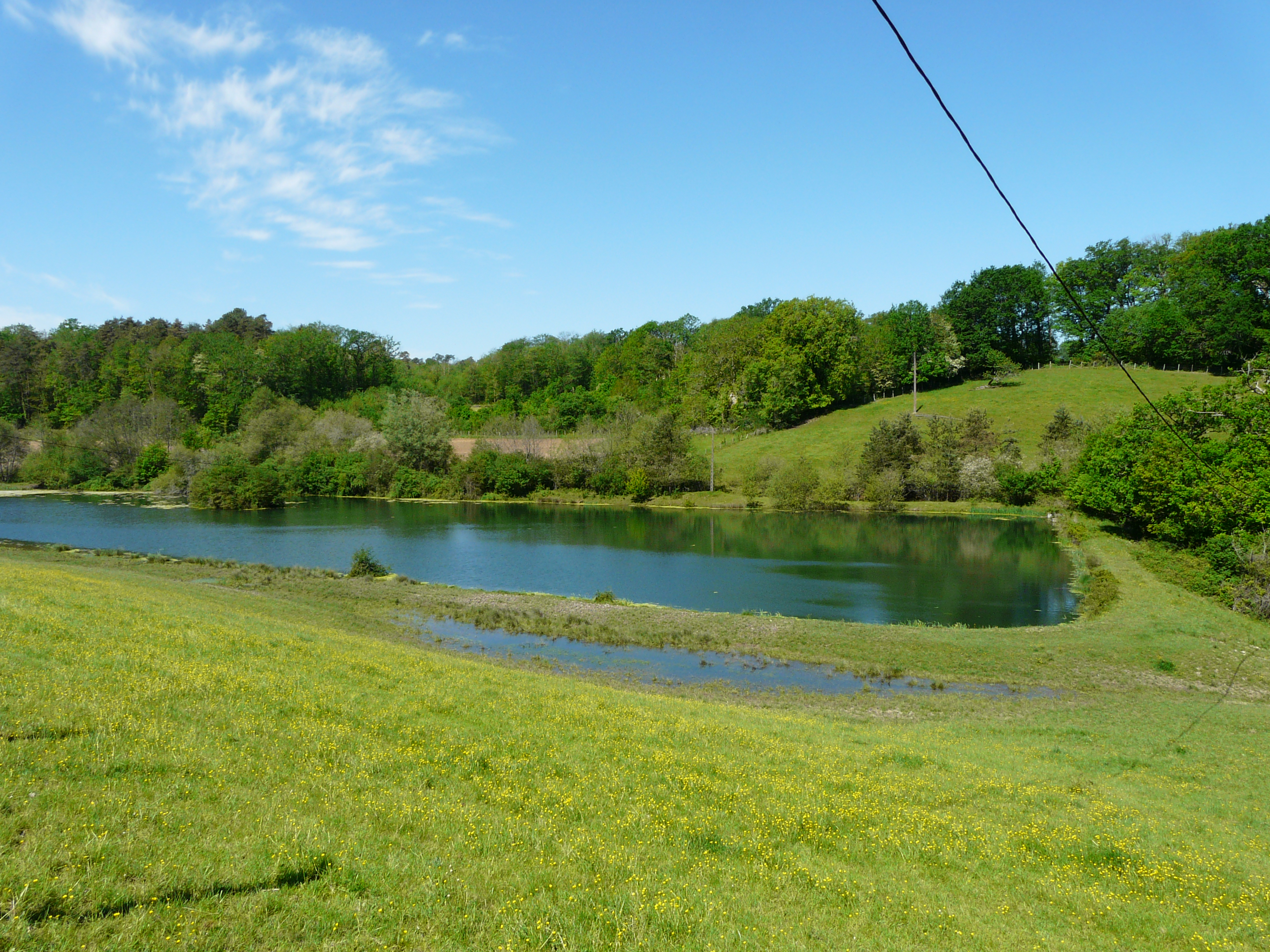
L'étang de la Mouthe alimenté par la Laurence.
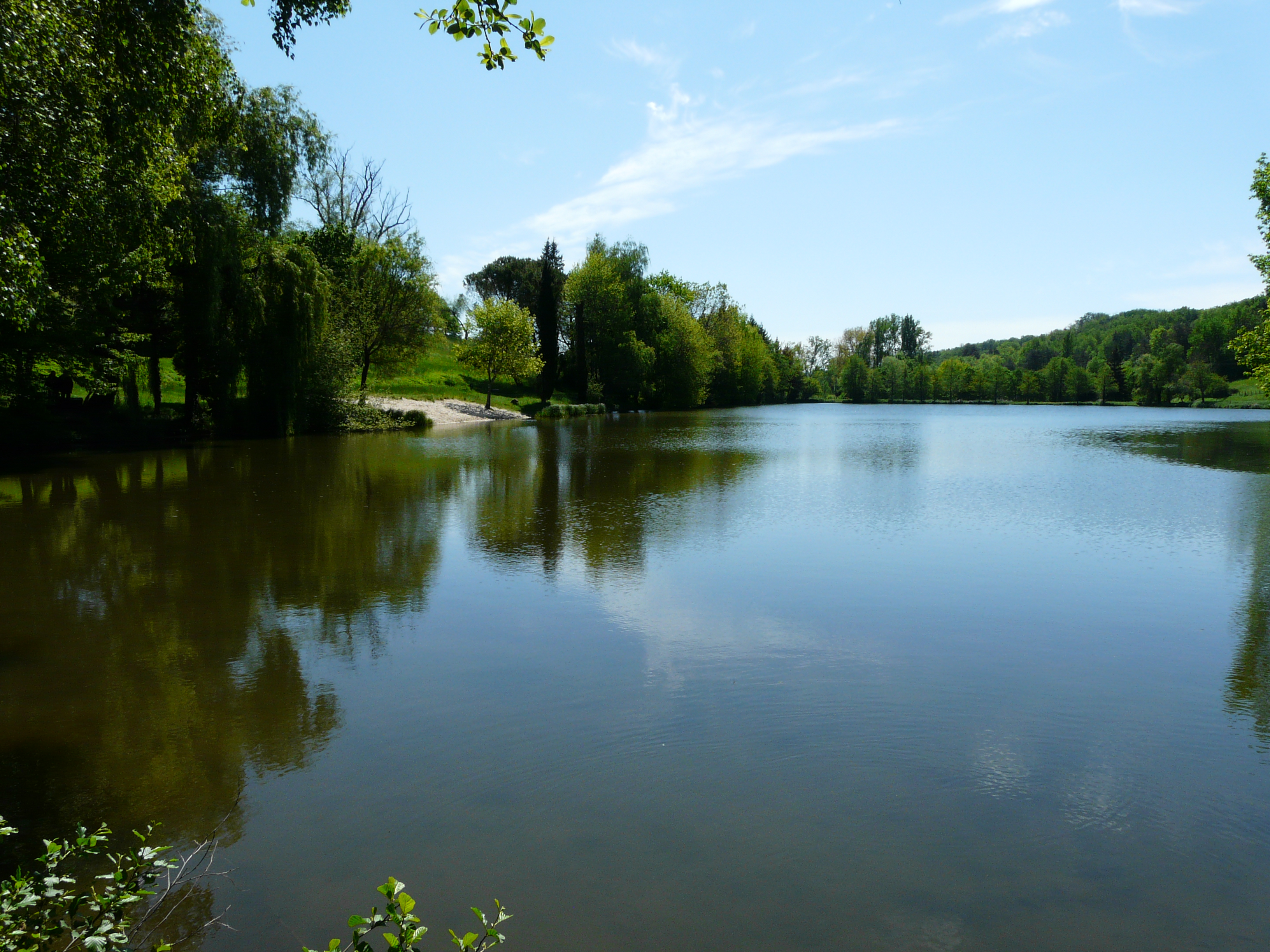
L'étang du Maine alimenté par la Laurence.
Réseaux hydrographique et routier de Thenon.
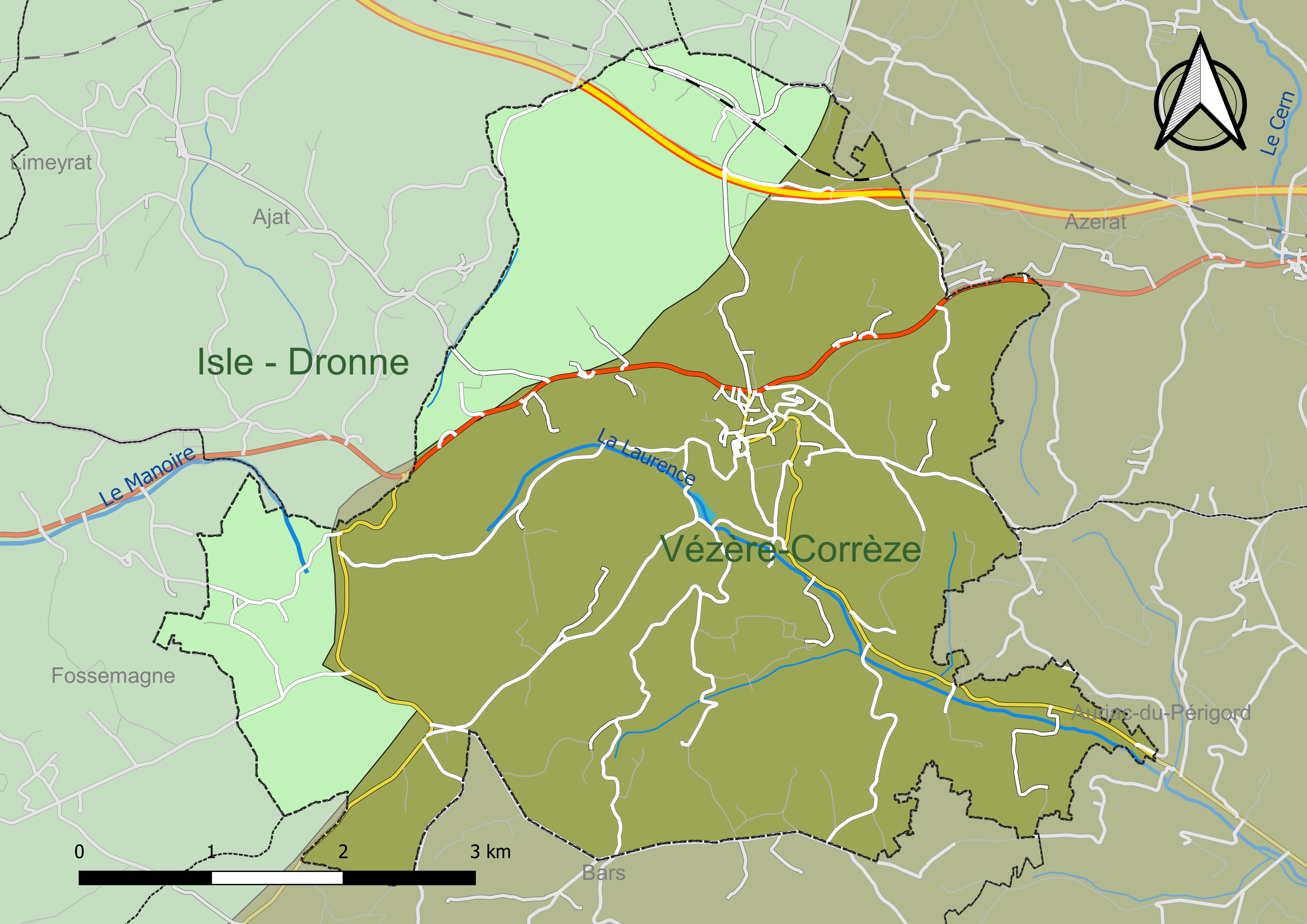
Carte des schémas d'aménagement et de gestion des eaux (SAGE) couvrant le territoire communal de Thenon.

#### Gestion et qualité des eaux
Le territoire communal est couvert par les schémas d'aménagement et de gestion des eaux (SAGE) « Isle - Dronne » et « Vézère-Corrèze ». Le SAGE « Isle - Dronne », dont le territoire regroupe les bassins versants de l'Isle et de la Dronne, d'une superficie de 7 500 km2, a été approuvé le 2 août 2021. La structure porteuse de l'élaboration et de la mise en œuvre est l'établissement public territorial de bassin de la Dordogne (EPIDOR). Le SAGE « Vézère-Corrèze », dont le territoire regroupe les bassins versants de la Vézère et de la Corrèze, d'une superficie de 3 730 km2 est en cours d'élaboration. La structure porteuse de l'élaboration et de la mise en œuvre est le conseil départemental de la Corrèze. Ils définissent chacun sur leur territoire les objectifs généraux d’utilisation, de mise en valeur et de protection quantitative et qualitative des ressources en eau superficielle et souterraine, en respect des objectifs de qualité définis dans le troisième SDAGE  du Bassin Adour-Garonne qui couvre la période 2022-2027, approuvé le 10 mars 2022.
La majeure partie du territoire communal (environ 70 %) dépend du SAGE Vézère-Corrèze. Au nord et à l'ouest, deux zones sont rattachées au SAGE Isle - Dronne.
La qualité des eaux de baignade et des cours d’eau peut être consultée sur un site dédié géré par les agences de l’eau et l’Agence française pour la biodiversité.

### Climat
Pour des articles plus généraux, voir Climat de la Nouvelle-Aquitaine et Climat de la Dordogne.
Historiquement, la commune est exposée à un climat océanique aquitain.
En 2020, Météo-France publie une typologie des climats de la France métropolitaine dans laquelle la commune est exposée à un climat océanique altéré et est dans la région climatique  Ouest et nord-ouest du Massif Central, caractérisée par une pluviométrie annuelle de 900 à 1 500 mm, maximale en automne et en hiver.
Pour la période 1971-2000, la température annuelle moyenne est de 12 °C, avec  une amplitude thermique annuelle de 14,9 °C. Le cumul annuel moyen de précipitations est de 985 mm, avec 12,4 jours de précipitations en janvier et 7,5 jours en juillet. Pour la période 1991-2020, la température moyenne annuelle observée sur la station météorologique installée sur la commune est de 12,9 °C et le cumul annuel moyen de précipitations est de 907,1 mm,. Pour l'avenir, les paramètres climatiques de la commune estimés pour 2050 selon différents scénarios d’émission de gaz à effet de serre sont consultables sur un site dédié publié par Météo-France en novembre 2022.
| Mois                                  | jan.          | fév.           | mars          | avril         | mai           | juin          | jui.        | août         | sep.          | oct.          | nov.          | déc.          | année      |
| ------------------------------------- | ------------- | -------------- | ------------- | ------------- | ------------- | ------------- | ----------- | ------------ | ------------- | ------------- | ------------- | ------------- | ---------- |
| Température minimale moyenne (°C)     | 2,3           | 2,2            | 4,5           | 7,2           | 9,8           | 13,1          | 14,7        | 14,3         | 12            | 9,3           | 5,8           | 3             | 8,2        |
| Température moyenne (°C)              | 5,3           | 6,2            | 9,1           | 12,4          | 15            | 18,6          | 20,7        | 20,2         | 17,7          | 13,9          | 9,2           | 6,1           | 12,9       |
| Température maximale moyenne (°C)     | 8,3           | 10,2           | 13,7          | 17,6          | 20,3          | 24,1          | 26,7        | 26,2         | 23,3          | 18,4          | 12,6          | 9,3           | 17,6       |
| Record de froid (°C) date du record   | −8,4 19.01.17 | −14,3 09.02.12 | −5,8 11.03.10 | −3,3 03.04.22 | 0,4 05.05.10  | 4,9 01.06.06  | 7 07.07.24  | 6,9 16.08.15 | 2,9 26.09.10  | −1,9 29.10.12 | −7,3 17.11.07 | −9,2 19.12.09 | −14,3 2012 |
| Record de chaleur (°C) date du record | 17,4 01.01.23 | 24,1 27.02.19  | 25,3 14.03.12 | 29,4 13.04.24 | 32,7 30.05.25 | 37,2 18.06.22 | 39 25.07.19 | 39 07.08.20  | 35,8 04.09.23 | 32,6 01.10.23 | 23,3 07.11.15 | 17,8 31.12.21 | 39 2020    |
| Précipitations (mm)                   | 92,5          | 73,7           | 85            | 75            | 83,9          | 83,3          | 42,9        | 59,9         | 53,4          | 76,4          | 90,5          | 90,6          | 907,1      |

## Urbanisme

### Typologie
Au 1er janvier 2024, Thenon est catégorisée bourg rural, selon la nouvelle grille communale de densité à 7 niveaux définie par l'Insee en 2022.
Elle est située hors unité urbaine et hors attraction des villes,.

### Occupation des sols
L'occupation des sols de la commune, telle qu'elle ressort de la base de données européenne d’occupation biophysique des sols Corine Land Cover (CLC), est marquée par l'importance des forêts et milieux semi-naturels (49 % en 2018), en diminution par rapport à 1990 (50,7 %). La répartition détaillée en 2018 est la suivante : 
forêts (49 %), zones agricoles hétérogènes (26,3 %), prairies (21,8 %), zones urbanisées (2,9 %). L'évolution de l’occupation des sols de la commune et de ses infrastructures peut être observée sur les différentes représentations cartographiques du territoire : la carte de Cassini (XVIIIe siècle), la carte d'état-major (1820-1866) et les cartes ou photos aériennes de l'IGN pour la période actuelle (1950 à aujourd'hui).

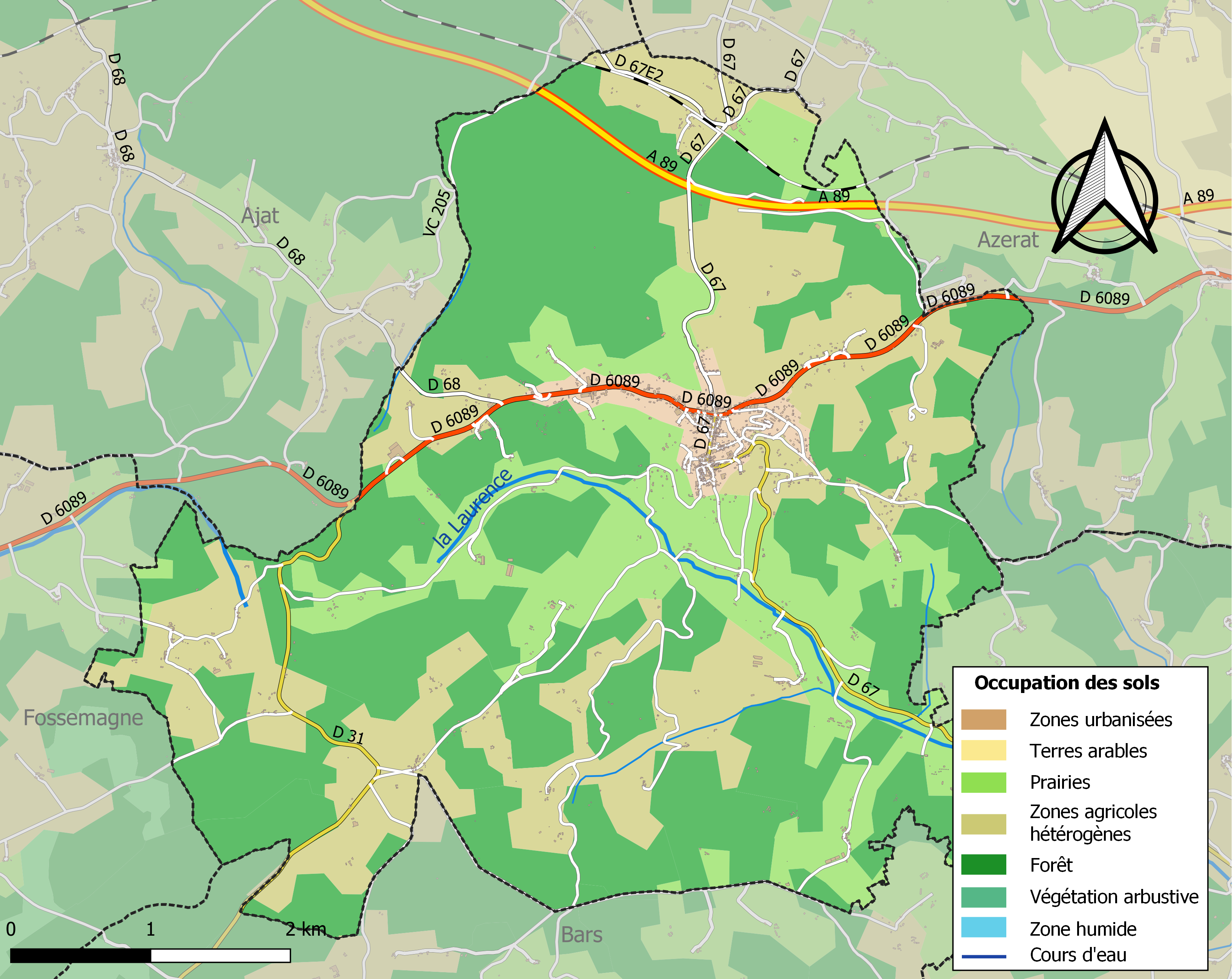
Carte des infrastructures et de l'occupation des sols de la commune en 2018 (CLC).

### Prévention des risques
Le territoire de la commune de Thenon est vulnérable à différents aléas naturels : météorologiques (tempête, orage, neige, grand froid, canicule ou sécheresse), feux de forêts, mouvements de terrains et séisme (sismicité très faible). Il est également exposé à un risque technologique, le transport de matières dangereuses. Un site publié par le BRGM permet d'évaluer simplement et rapidement les risques d'un bien localisé soit par son adresse soit par le numéro de sa parcelle.

#### Risques naturels
Thenon est exposée au risque de feu de forêt. L’arrêté préfectoral du 14 mars 2013 fixe les conditions de pratique des incinérations et de brûlage dans un objectif de réduire le risque de départs d’incendie. À ce titre, des périodes sont déterminées : interdiction totale du 15 février au 15 mai et du 15 juin au 15 octobre, utilisation réglementée du 16 mai au 14 juin et du 16 octobre au 14 février. En septembre 2020, un plan inter-départemental de protection des forêts contre les incendies (PidPFCI) a été adopté pour la période 2019-2029,.

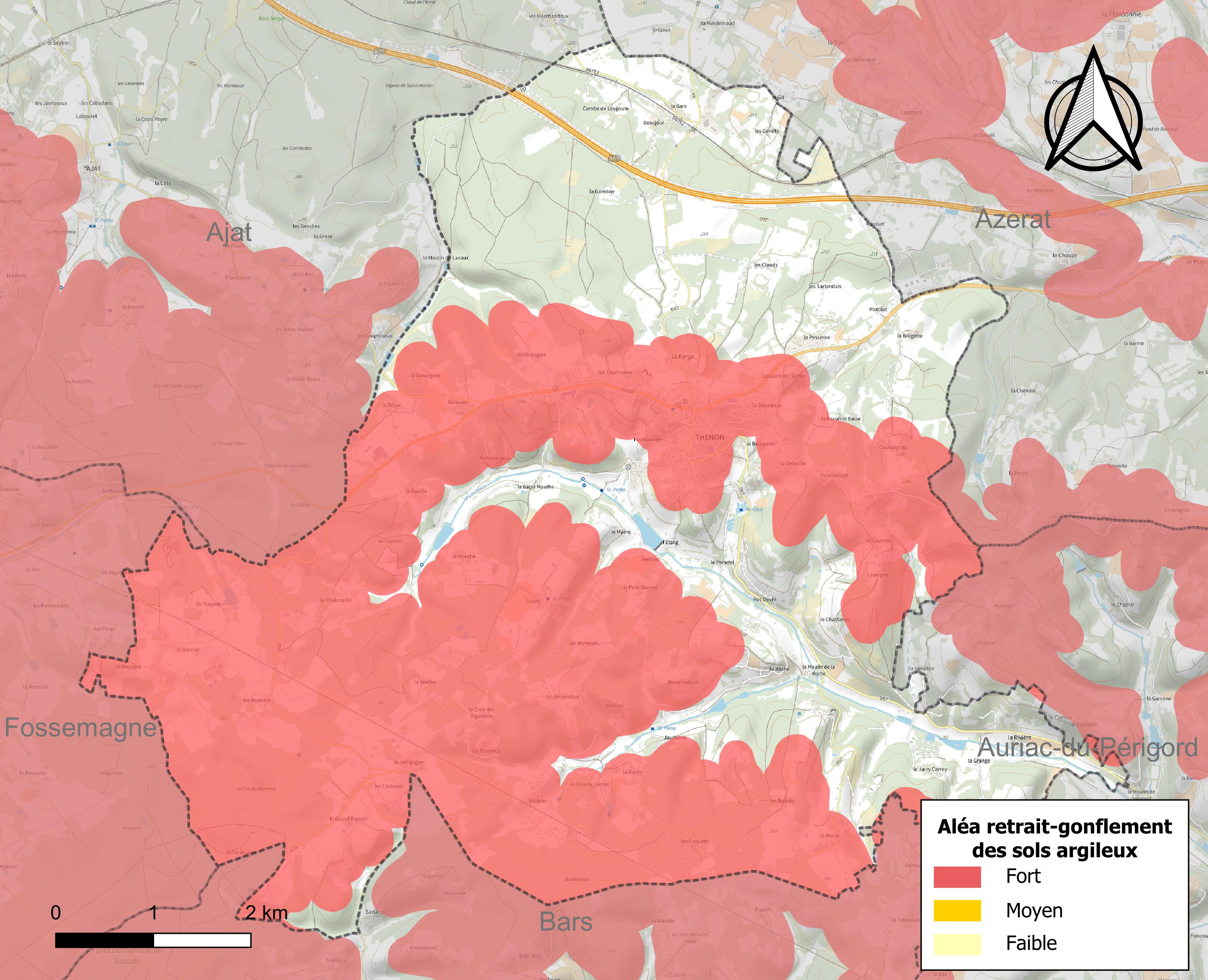
Carte des zones d'aléa retrait-gonflement des sols argileux de Thenon.

Les mouvements de terrains susceptibles de se produire sur la commune sont des tassements différentiels. Le retrait-gonflement des sols argileux est susceptible d'engendrer des dommages importants aux bâtiments en cas d’alternance de périodes de sécheresse et de pluie. 58,9 % de la superficie communale est en aléa moyen ou fort (58,6 % au niveau départemental et 48,5 % au niveau national métropolitain). Depuis le 1er octobre 2020, en application de la loi ÉLAN, différentes contraintes s'imposent aux vendeurs, maîtres d'ouvrages ou constructeurs de biens situés dans une zone classée en aléa moyen ou fort,.
La commune a été reconnue en état de catastrophe naturelle au titre des dommages causés par les inondations et coulées de boue survenues en 1982, 1983, 1993, 1999 et 2008, par la sécheresse en 1989, 1991, 1992, 1995, 1997 et 2011 et par des mouvements de terrain en 1999.

## Toponymie

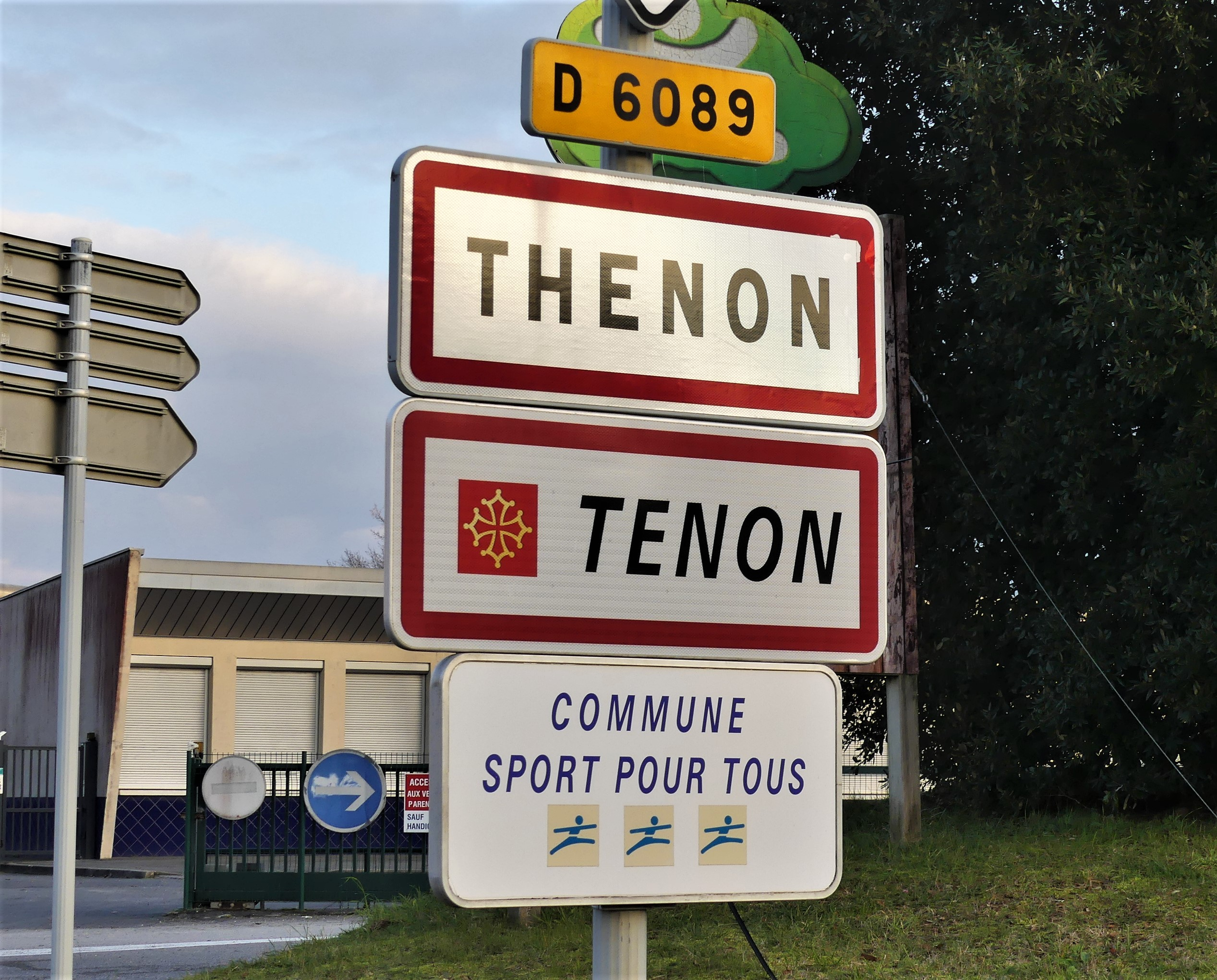
Panneau d'entrée à Thenon en français et en occitan.

En occitan, la commune porte le nom de Tenon.
Sur la planète Mars, en mars 2021, l'une des cibles d'analyses poussées effectuées sur un affleurement rocheux par l'astromobile Curiosity de la NASA, est baptisée d'après la commune.

## Histoire
Occupé depuis les temps préhistoriques, le territoire de la commune recèle plusieurs gisements paléolithiques.
C'est à l'époque gallo-romaine que le bourg se développa. Son étymologie serait issue de cette époque. Il semble que Teno soit issu d'un nom de personne gallo-romaine, Attienus ou Attenus, accompagné du suffixe -onem.
À l'époque médiévale, l'existence de la paroisse est relevée dans le cartulaire de Saint Amand dès 1185, elle constituait un castrum, position de défense délimitée à l'ouest par des « fossés » aujourd'hui comblés. Il ne subsiste que peu de vestiges de cette époque.
L'orthographe de Thenon a beaucoup varié. Ainsi, jusqu'au début du XIIIe siècle, seule Teno est usitée. Mais dès 1209, le célèbre troubadour Bertran de Born écrit Thenon.
La seigneurie de Thenon, d'abord possession des La Faye, échut par la suite à la puissante famille des Hautefort, ces liens étant renforcés par des alliances comme celle qui unit en 1237 Aymard de La Faye, fils d'Adhémar, seigneur de Thenon, à Marguerite de Born, petite fille du troubadour Bertran de Born.
Pendant la guerre de Cent Ans, Mathe de Born a épousé Hélie de Gontaud, seigneur de Badefol et Lalinde qui est alors devenu seigneur de Hautefort et a relevé le nom. Il est mort en 1396. Jean II de Hautefort a été chambellan des rois Charles VIII et Louis XII, gouverneur du Périgord et du Limousin. Il a obtenu de François Ier la création de foires à Hautefort et Thenon.
Plus tard, Jean de Hautefort fit son testament à Thenon et « fut ensevely dans l'église de Thenon devant l'autel de Sainte-Anne et de la Vierge, au tombeau de sa mère, avec des obsèques honorables selon sa qualité ».

## Politique et administration

### Rattachements administratifs et électoraux
La commune de Thenon est devenue, dès 1790, le chef-lieu du canton de Thenon qui dépendait du district de Montignac jusqu'en 1795, date de suppression des districts. En 1801, le canton dépend de l'arrondissement de Périgueux.
Dans le cadre de la réforme de 2014 définie par le décret du 21 février 2014, ce canton disparaît aux élections départementales de mars 2015. La commune est alors rattachée électoralement au canton du Haut-Périgord Noir, dont elle est le bureau centralisateur.
En 2017, Thenon est rattachée à l'arrondissement de Sarlat-la-Canéda,.

### Intercommunalité
Fin 2002, Thenon intègre dès sa création la communauté de communes Causses et Vézère. Celle-ci est dissoute au 31 décembre 2013 et remplacée au 1er janvier 2014 par la communauté de communes du Terrassonnais en Périgord noir Thenon Hautefort, renommée communauté de communes Terrassonnais Haut Périgord Noir en octobre 2021.

### Administration municipale
La population de la commune étant comprise entre 500 et 1 499 habitants au recensement de 2017, quinze conseillers municipaux ont été élus en 2020,.

### Liste des maires
| Période                                  | Période  | Identité           | Étiquette   | Qualité |
| ---------------------------------------- | -------- | ------------------ | ----------- | --- |
| Les données manquantes sont à compléter. |          |                    |             | |
|                                          |          |                    |             | |
| 1933                                     | 1943     | Noël Teillet       |             | |
|                                          |          |                    |             | |
| 1946                                     | 1970     | René Salon         |             | |
| 1971                                     | 1983     | Roger Deschamps    | PS          | |
| mars 1983                                | mai 2020 | Dominique Bousquet | UMP puis LR | Vétérinaire Conseiller général du canton de Thenon (1982-2015) Conseiller départemental du canton du Haut-Périgord Noir (depuis 2015) Président de la communauté de communes du Terrassonnais en Périgord noir Thenon Hautefort (2014-2020) |
| mai 2020                                 | En cours | Jean-Luc Blanchard |             | Retraité du secteur bancaire |

## Équipements et services publics

### Justice
En 2023, dans le domaine judiciaire, Thenon relève : 
- du tribunal judiciaire, du tribunal pour enfants, du conseil de prud'hommes et du tribunal de commerce de Périgueux ;
- du pôle Nationalité du tribunal judiciaire de Périgueux (compétent uniquement dans le domaine de la nationalité) ;
- de la cour d'appel, du tribunal administratif et de la  cour administrative d'appel de Bordeaux.

## Population et société

### Démographie
L'évolution du nombre d'habitants est connue à travers les recensements de la population effectués dans la commune depuis 1793. Pour les communes de moins de 10 000 habitants, une enquête de recensement portant sur toute la population est réalisée tous les cinq ans, les populations de référence des années intermédiaires étant quant à elles estimées par interpolation ou extrapolation. Pour la commune, le premier recensement exhaustif entrant dans le cadre du nouveau dispositif a été réalisé en 2005.

En 2022, la commune comptait 1 267 habitants, en évolution de +0,64 % par rapport à 2016 (Dordogne : +0,37 %, France hors Mayotte : +2,11 %).
| 1793  | 1800  | 1806  | 1821  | 1831  | 1836  | 1841  | 1846  | 1851  |
| ----- | ----- | ----- | ----- | ----- | ----- | ----- | ----- | ----- |
| 1 348 | 1 035 | 1 237 | 1 444 | 1 499 | 1 500 | 1 509 | 1 752 | 1 838 |

| 1856  | 1861  | 1866  | 1872  | 1876  | 1881  | 1886  | 1891  | 1896  |
| ----- | ----- | ----- | ----- | ----- | ----- | ----- | ----- | ----- |
| 1 770 | 1 898 | 1 874 | 1 852 | 1 850 | 1 928 | 1 902 | 1 798 | 1 728 |

| 1901  | 1906  | 1911  | 1921  | 1926  | 1931  | 1936  | 1946  | 1954  |
| ----- | ----- | ----- | ----- | ----- | ----- | ----- | ----- | ----- |
| 1 646 | 1 577 | 1 638 | 1 414 | 1 416 | 1 361 | 1 336 | 1 256 | 1 147 |

| 1962  | 1968  | 1975  | 1982  | 1990  | 1999  | 2005  | 2006  | 2010  |
| ----- | ----- | ----- | ----- | ----- | ----- | ----- | ----- | ----- |
| 1 130 | 1 096 | 1 253 | 1 259 | 1 339 | 1 205 | 1 273 | 1 290 | 1 277 |

| 2015  | 2020  | 2022  | - | - | - | - | - | - |
| ----- | ----- | ----- | - | - | - | - | - | - |
| 1 255 | 1 254 | 1 267 | - | - | - | - | - | - |

### Sports
En football, le Football Club Thenon Limeyrat Fossemagne évolue en Régional 3 pour la saison 2025-2026.

### Manifestations culturelles et festivités
- Salon du livre, un dimanche du mois de mai (7e édition en 2024)[57].
- Fête votive sur trois jours, début juillet[58].

## Économie

### Emploi
En 2015, parmi la population communale comprise entre 15 et 64 ans, les actifs représentent 473 personnes, soit 37,7 % de la population municipale. Le nombre de chômeurs (soixante-six) a légèrement diminué par rapport à 2010 (soixante-huit) et le taux de chômage de cette population active s'établit à 14,0 %.

### Établissements
Au 31 décembre 2015, la commune compte 162 établissements, dont 91 au niveau des commerces, transports ou services, trente-deux relatifs au secteur administratif, à l'enseignement, à la santé ou à l'action sociale, seize dans l'agriculture, la sylviculture ou la pêche, quatorze dans la construction, et neuf dans l'industrie.

### Centrale solaire
Mise en service en août 2020, la centrale solaire des Clauds à une capacité  de production de 13,67 MW et s'étend sur seize hectares le long de l'autoroute A89 ; en 2021, sa production s'est élevée à 17 millions de kWh.

### Sylviculture
La forêt domaniale Barade est en partie située sur le territoire de la commune de Thenon.

### La pierre de Thenon
Début 2025, l'Institut national de la propriété industrielle a homologué en tant qu'indication géographique la « pierre de Limeyrat » dont le gisement « s'étend sur une vingtaine de communes » et comprend notamment « la pierre de Brouchaud, celles de Thenon, d'Auberoche, de Montagnac ».

## Culture locale et patrimoine

### Lieux et monuments
- Le château : forteresse, du XIIe siècle, le château se composait d'un corps de logis, d'une tour carrée, d'un pavillon à l'est et d'un mur d'enceinte au nord avec une porte fortifiée de 40 mètres de hauteur qui fut démolie en 1872 car le passage était trop étroit. L'ensemble occupant un emplacement de 1 000 m2 environ, bordé de fossés. Il fut plusieurs fois assiégé et pris pendant la guerre de Cent Ans. Les Anglais commandés par le capitaine Houdington s'emparent de la place forte le 1er septembre 1439. Ainsi, par lettres données à Orléans le 9 octobre 1439, Charles VII s'adressait à l'évêque de Tulle pour remettre « en son obéissance » la place et forteresse de Thenon, « naguères prinse par les ennemis ». Libéré le 28 décembre, un incendie se déclara au milieu du château, brûlant parchemins et titres. Il dépendait tout d'abord de la châtellenie d'Hautefort. Ancien repaire noble : fief des La Faye, des de Born et enfin des Hautefort de Vayres. En 1760, il avait haute justice sur la ville et sur une partie d'Azerat. Aujourd'hui, il ne subsiste qu'une partie de son donjon et de ses logis du XIVe siècle.
- L'église Saint-Martial : le clocher de l'église se situe, semble-t-il, à la place du donjon de l'ancien château. La nef, en forme de croix latine, possède un arc triomphal en plein cintre et une voûte en cul de four ainsi qu'un maître autel en marbre de Carrare datant de 1882. L'abside du XIIe siècle a été préservée.
- La halle, récemment rénovée, abritait le marché du mardi, l'un des plus anciens de la région, qui est fréquenté depuis des siècles.
- Le lavoir a été détruit pour créer des places de parking.
- Au moins cinq moulins, ceux du Paradel, de Létang, du Lavaux, de la Roche et du Basty.
- Le Jarripigier (en direction de l'étang) fut à l'époque de la route des Canons, un hameau important qui possédait sa chapelle et son cimetière. Relais de diligences au croisement de routes majeures, Bordeaux-Brive et Périgueux-Cahors, c'était probablement un lieu de péage.
- Manoir de La Mothe, XVIe – XVIIe siècle. Ce château est à l'état de ruines.

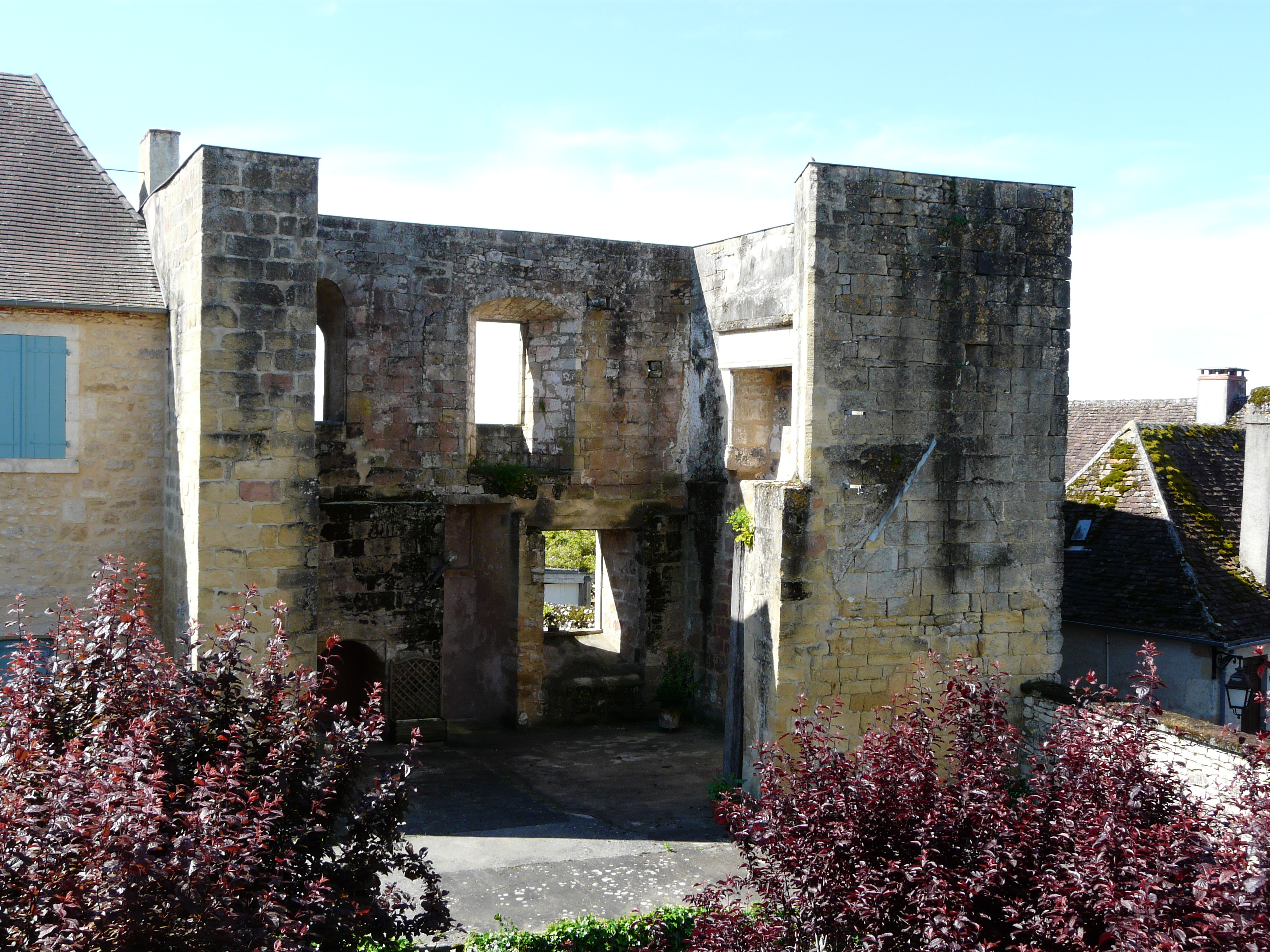
Les ruines du château de Thenon.
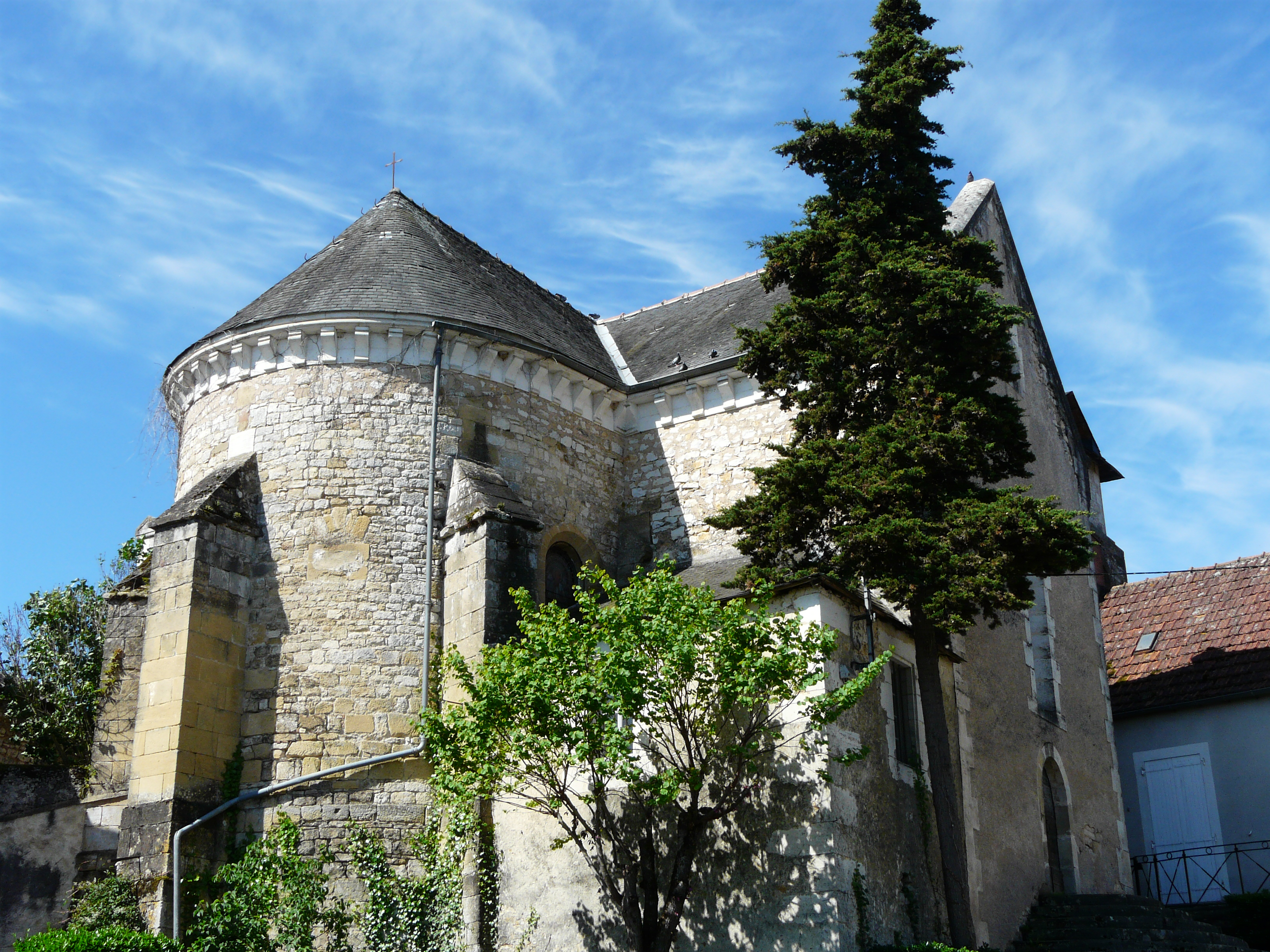
Le chevet de l'église Saint-Martial.
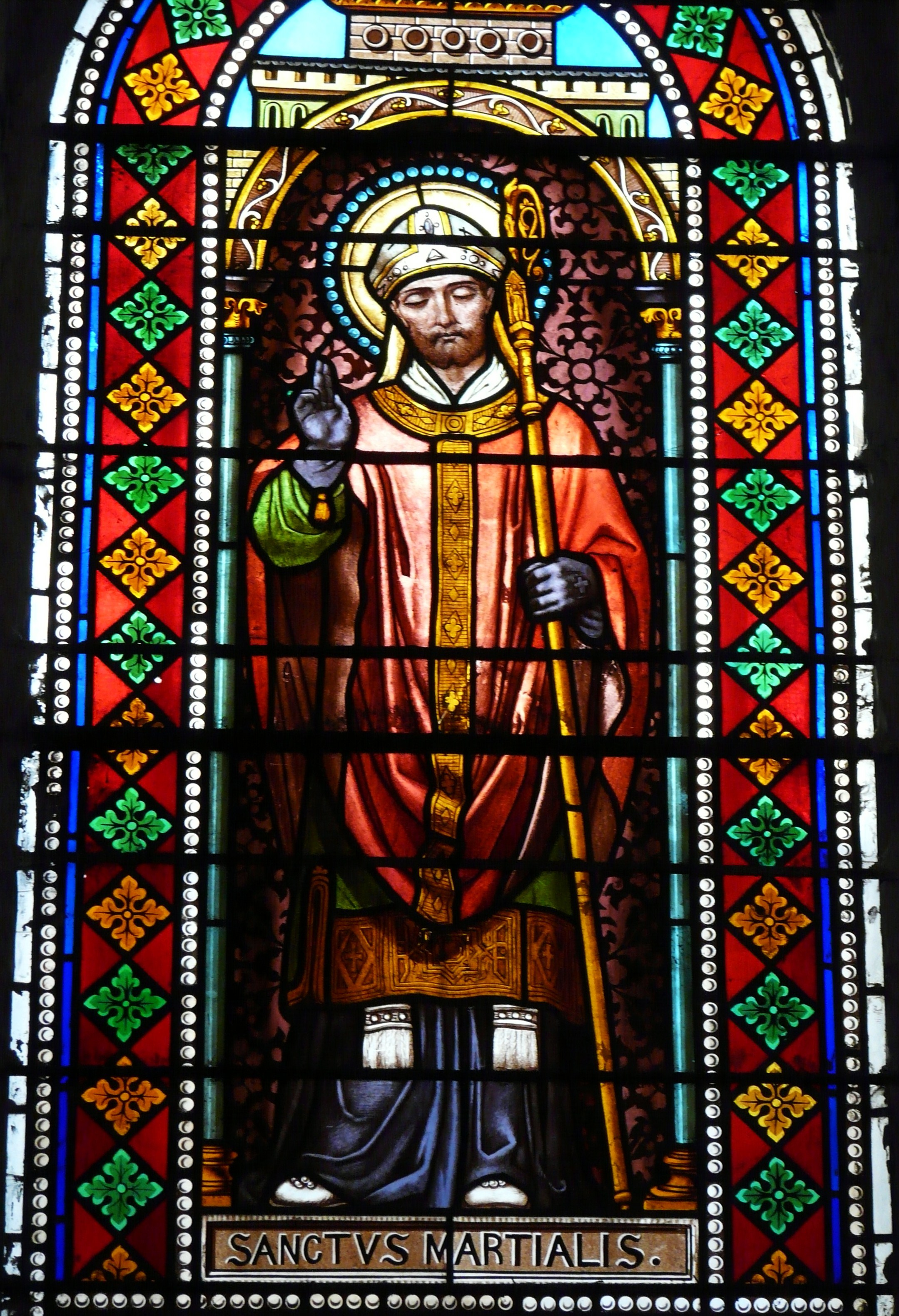
Vitrail représentant saint Martial.
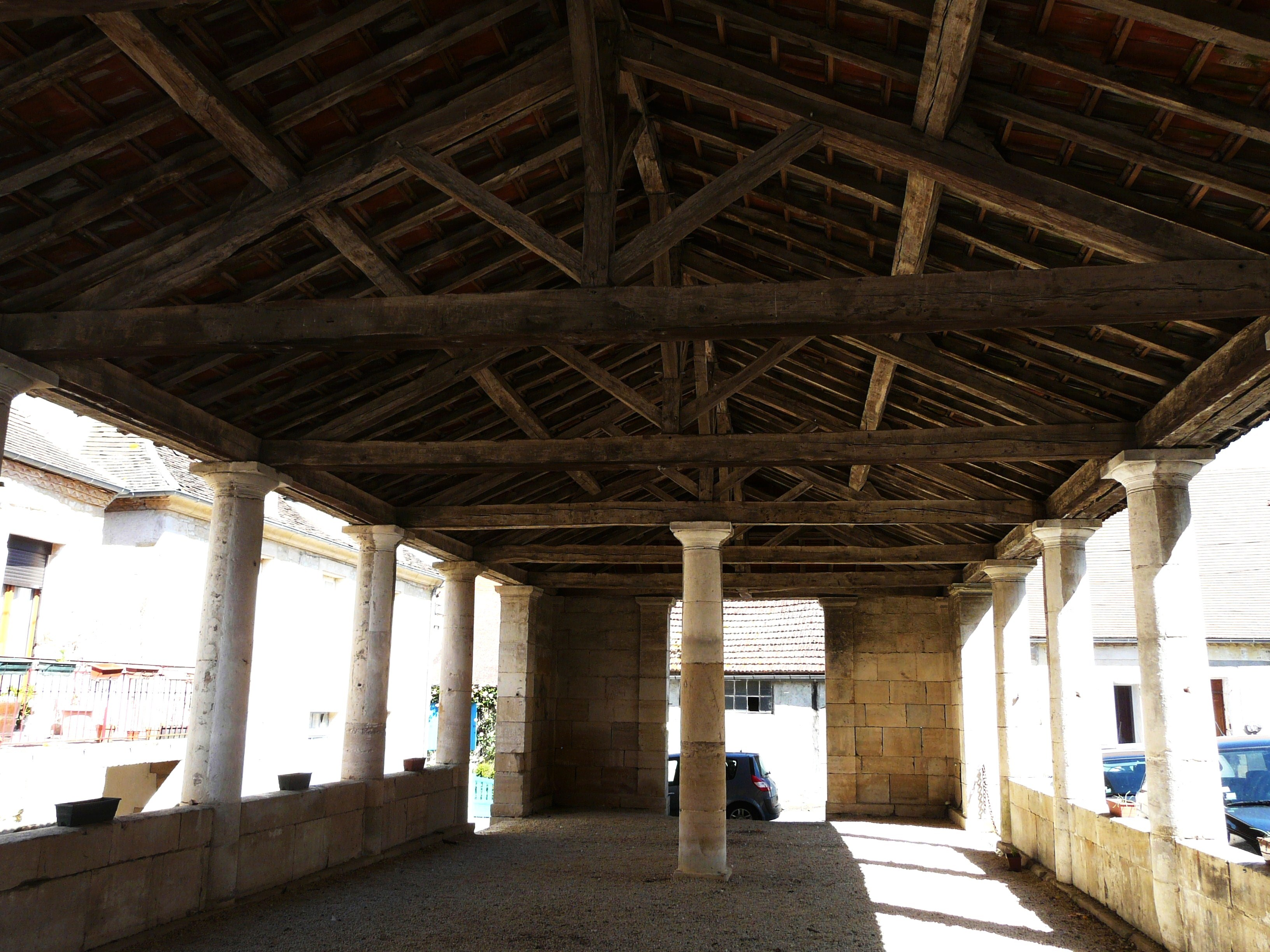
La halle.
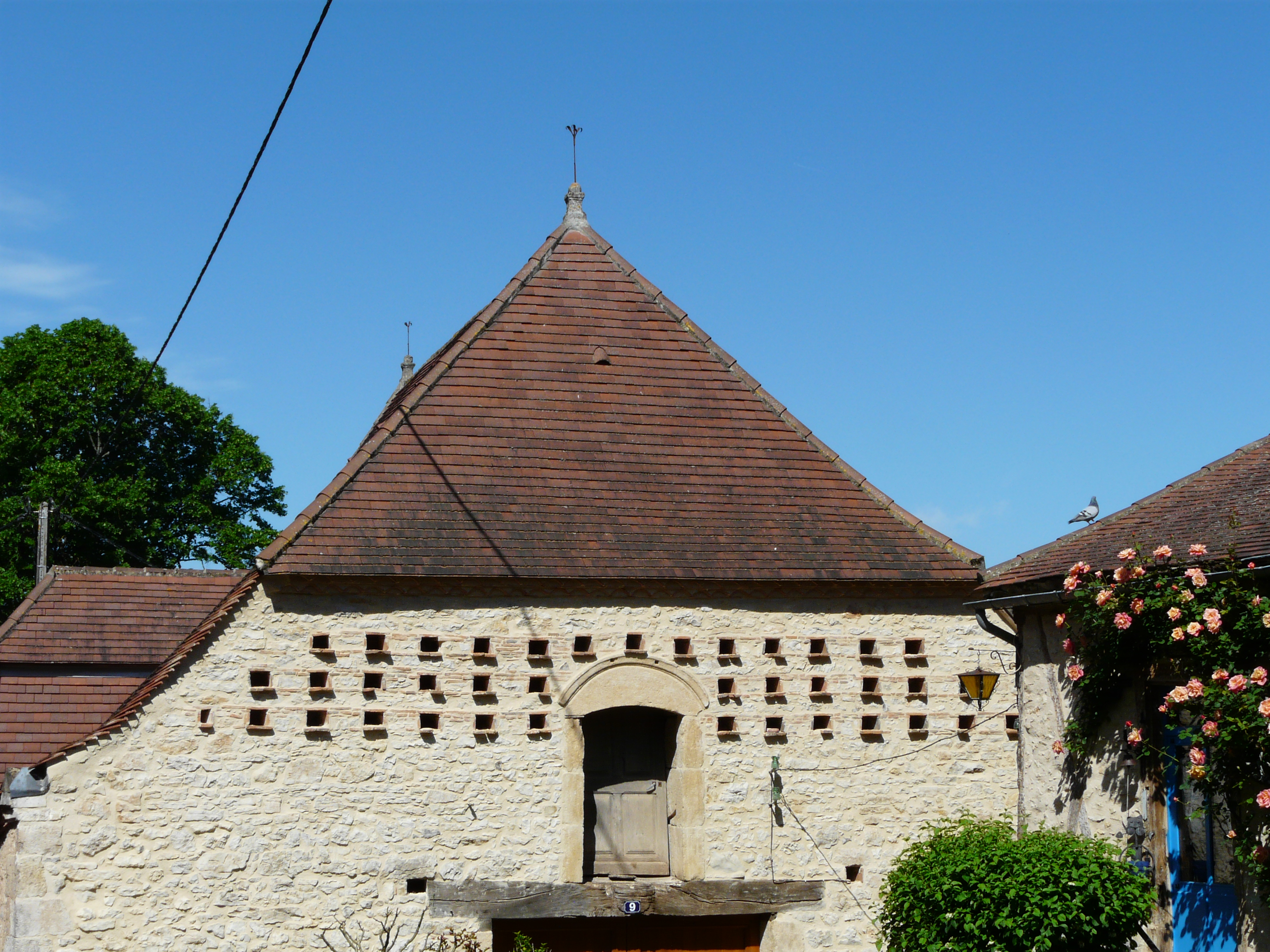
Pigeonnier dans le bourg.

### Patrimoine naturel
Au nord-ouest, une portion d'environ 2 km2 du territoire communal fait partie du causse de Thenon qui s'étend également sur six autres communes. Cette zone calcaire boisée remarquable pour sa flore spécifique est classée comme zone naturelle d'intérêt écologique, faunistique et floristique (ZNIEFF) de type 2,.

### Personnalités liées à la commune
- Bernard Grand (1764-1848), homme politique, est né à Thenon.
- Suzanne Lacore (1875-1975), femme politique, fut institutrice stagiaire pendant six ans, de 1894 à 1900, à Thenon[67].
- Robert Delord (1920-1944), résistant français et capitaine FFI, mort en action le 31 mars 1944 au lieu-dit Bellevue.

### Héraldique
Pour un article plus général, voir Armorial des communes de la Dordogne.
| Blason de Thenon | Blason  | D'azur à l'arbre au naturel accosté de deux fleurs de lys d'or. |
| Blason de Thenon | Détails | Le statut officiel du blason reste à déterminer.                |

## Pour approfondir